# Diadelioides lateraliplagiatus
Diadelioides lateraliplagiatus là một loài bọ cánh cứng trong họ Cerambycidae.